# Suarius iranensis
Suarius iranensis is een insect uit de familie van de gaasvliegen (Chrysopidae), die tot de orde netvleugeligen (Neuroptera) behoort. 
Suarius iranensis is voor het eerst wetenschappelijk beschreven door Hölzel in 1974.